# Pegasus volitans
Pegasus volitans is een straalvinnige vissensoort uit de familie van de zeedraken (Pegasidae). De wetenschappelijke naam is gepubliceerd in 1758 door Linnaeus in de tiende editie van Systema naturae.
De soort staat op de Rode Lijst van de IUCN als Onzeker, beoordelingsjaar 2009.